# Orio Canavese
Orio Canavese (Òr in piemontese) è un comune italiano di 730 abitanti della città metropolitana di Torino in Piemonte.

## Monumenti e luoghi d'interesse

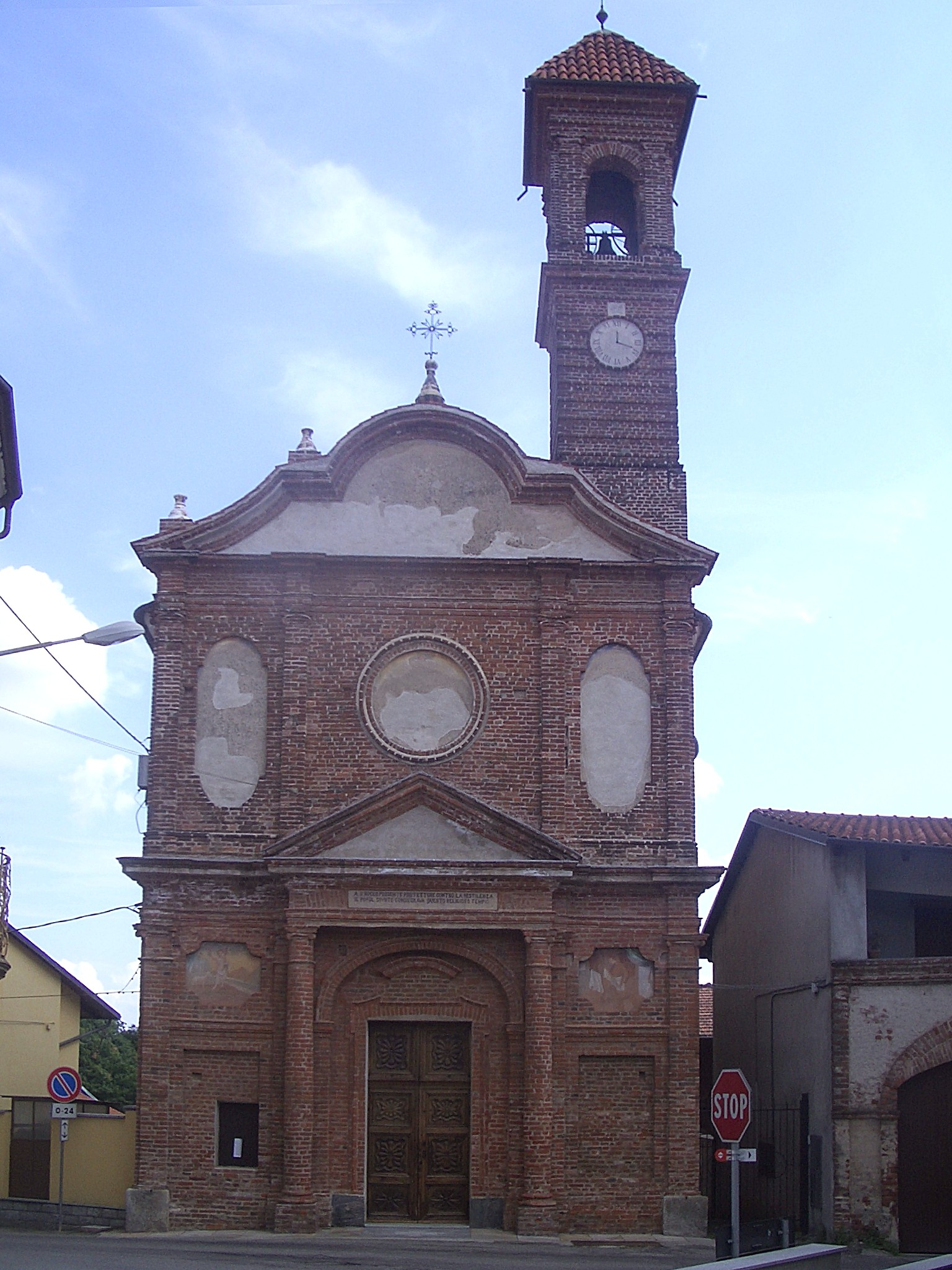
San Rocco

- Chiesa di San Rocco, costruita in stile tardo barocco
- Castello, risalente al XVII secolo : a partire dal 1833 fu proprietà dei marchesi de la Tour, che succedettero ai marchesi Birago. Il luogo, al centro di curiose leggende di fantasmi, è spesso location di film, documentari e fiction.[4]
- Parrocchiale della Natività di Maria Vergine

## Società

### Evoluzione demografica
Abitanti censiti

## Amministrazione
Di seguito è presentata una tabella relativa alle amministrazioni che si sono succedute in questo comune.
| Periodo        | Periodo          | Primo cittadino                   | Partito              | Carica  | Note  |
| -------------- | ---------------- | --------------------------------- | -------------------- | ------- | ----- |
| 23 giugno 1985 | 10 giugno 1990   | Luciano Ponzetti                  | Democrazia Cristiana | Sindaco | [ 6 ] |
| 10 giugno 1990 | 24 aprile 1995   | Luciano Ponzetti                  | Democrazia Cristiana | Sindaco | [ 6 ] |
| 24 aprile 1995 | 24 dicembre 1997 | Luciano Ponzetti                  | centro               | Sindaco | [ 6 ] |
| 25 maggio 1998 | 28 maggio 2002   | Paola Zanino                      | -                    | Sindaco | [ 6 ] |
| 28 maggio 2002 | 29 maggio 2007   | Roberta Ponzetti In Actis Alesina | lista civica         | Sindaco | [ 6 ] |
| 29 maggio 2007 | 7 maggio 2012    | Roberta Ponzetti In Actis Alesina | lista civica         | Sindaco | [ 6 ] |
| 7 maggio 2012  | 12 giugno 2022   | Erica Ferragatta                  | lista civica Insieme | Sindaco | [ 6 ] |
| 12 giugno 2022 | in carica        | Sara Ponzetti                     | lista civica Insieme | Sindaco | [ 6 ] |